# Građanski neposluh
Građanski neposluh je aktivna neposlušnost građana prema provedbi zakona ili naredbi organa službene vlasti (ili okupatorske sile) ne koristeći tjelesno nasilje. Građanski neposluh označava uglavnom, ali ne uvijek i nenasilni otpor primarno kao sredstvo za izražavanje svojih pogleda.
Osoba koja čini građanski neposluh svjesno preuzima rizik na sebe biti kažnjen za svoje postupke. Sporno je treba li građanski neposluh nužno biti nenasilan, jer je pojam nasilja ovisi njegovoj o definiciji.
Građanski je neposluh korišten kod nekoliko nenasilnih pokreta otpora u Indiji (Gandhi, tijekom borbe za neovisnost od britanske kolonijalne uprave) u Južnoj Africi protiv apartheida, u američkoj borbi za ljudska prava i proturatni pokreti širom svijeta. 
Jedan od prvih slučajeva masovnog građanskog neposluha bila je egipatska revolucija protiv britanske okupacije 1919.
Američki pisac Henry David Thoreau opisao je motive takvog ponašanja u svom eseju 1849. „Građanski neposluh” (izvorni naslov „Resistance to Government”, 1849.). 